# Johanne Bruhn
Johanne Bruhn, född Johanne Signora Rosendahl 1890 i Kristiania (nuvarande Oslo), död 24 december 1921, var en norsk skådespelare.
Bruhn var en av de ledande skådespelarna vid Det norske teatret. Hon gjorde också en filmroll som gårdskvinna i Tattar-Anna (1920).
Hon var syster till skådespelaren Astrid Sommer.

## Filmografi
- 1920 – Tattar-Anna